# Sydax stramineus
Sydax stramineus là một loài bọ cánh cứng trong họ Cerambycidae.